# Lound (Nottinghamshire)
Pour les articles homonymes, voir Lound.
Lound est une paroisse civile et un village du Nottinghamshire, en Angleterre.